# L'Âge d'horizons
Albums de Serge Lama
Accordéonissi-mots
(2005) La Balade du poète
(2012)
L’Âge d'horizons est un album studio de Serge Lama sorti chez WEA en 2008.

## Titres
L'ensemble des textes est de Serge Lama
| No  | Titre                                            | Musique             | Durée |
| --- | ------------------------------------------------ | ------------------- | ----- |
| 1.  | D'où qu'on parte                                 | Christophe Leporati | 2:52  |
| 2.  | J'espère                                         | Christophe Leporati | 3:50  |
| 3.  | Les hommes et les femmes                         | Yves Gilbert        | 2:24  |
| 4.  | Les filles d'Abraham                             | Sergio Tomassi      | 3:56  |
| 5.  | Une histoire de rien                             | Christophe Leporati | 3:15  |
| 6.  | Grosso modo                                      | Yves Gilbert        | 2:51  |
| 7.  | J'arrive à l'heure (Le Cocotier)                 | Yves Gilbert        | 3:15  |
| 8.  | Accident d'amour                                 | Sergio Tomassi      | 1:53  |
| 9.  | Alors que l'on s'est tant aimés                  | Christophe Leporati | 3:16  |
| 10. | Que viva Vivaldi                                 | Christophe Leporati | 2:29  |
| 11. | Socrate (participation parlée de Sergio Tomassi) | Yves Gilbert        | 2:44  |
| 12. | Verbaudrimlaine (en duo avec Gélisdéa Tomassi)   | Yves Gilbert        | 2:13  |
| 13. | La lampe à pétrole                               | Yves Gilbert        | 3:05  |
| 14. | Objets hétéroclites (Tu Te Fais L'Amour)         | Sergio Tomassi      | 3:23  |
| 15. | Cathy (en duo avec Marie Christophe)             | Sergio Tomassi      | 3:23  |
| 16. | L'âge d'horizons                                 | Yves Gilbert        | 0:52  |

## Classements hebdomadaires
| Classement (2008-09)         | Meilleure position |
| ---------------------------- | ------------------ |
| Belgique (Wallonie Ultratop) | 30                 |
| France (SNEP)                | 15                 |
| Suisse (Schweizer Hitparade) | 68                 |

## Musiciens
- Philippe Hervouët : guitare acoustique ; guitare solo « manouche » ; mandoline ; banjo ; chœurs
- Jean-Jacques Cramier : guitare acoustique
- Laurent Vernerey : basse, contrebasse
- Laurence Dupuis : violon
- Michel Amsellem : piano
- Raymond Alessandrini : piano
- Sergio Tomassi : accordéon ; accordina ; piano ; clavier ; chœurs
- Stéphane Huchard : batterie
- Nicolas Montazaud : percussions
- Florent Didier : Trombone
- Michel Barre : trompette
- Jean- Michel Tavernier : cor
- Bruno Bertoli : flute traversière

cordes orchestre :
- Bertrand Cervera : violon solo
- Anne Gravoin, Karen Khochalian, [...] : violons
- Jean-Paul Minali-Bella : alto solo
- Lise Orivel, Florent Bremond, [...] : altos
- Christophe Morin : violoncelle solo
- Mathilde Sternat, Frédéric Kret, Miwa Rosso : violoncelles
- Jean-Pascal Beintus, Igor Boranian : contrebasse solo